# Bahnstrecke Rochester–Avon
| Streckenlänge: | 30,1 km |                                                         |                                                         |
| Spurweite: | 1435 mm (Normalspur) |                                                         |                                                         |
| | |                                                         |                                                         |
| Gesellschaft: | 1854–1858: Rochester & Genesee Valley Railroad 1858–1863: Buffalo, New York & Erie Railroad 1863–1960: Erie Railroad 1960–1976: Erie-Lackawanna Railroad 1976–1996: Conrail seit 1996: Livonia, Avon & Lakeville Railroad |                                                         |                                                         |
| \| \| 0,0 \| Rochester Erie Railroad Station 1887–ca. 1955 \| Rochester Erie Railroad Station 1887–ca. 1955 \| \| \| ca. 0,2 \| Rochester Exchange Street bis 1982 \| Rochester Exchange Street bis 1982 \| \| \| \| Pennsylvania Railroad (PRR) nach Rochester \| \| \| \| \| PRR nach Olean \| \| \| \| \| Genesee River \| \| \| \| \| Lehigh Valley Railroad (LV) nach Rochester \| \| \| \| \| River Junction bis 1985 \| \| \| \| \| LV nach Mortimer Junction und Mendon \| \| \| \| 3,5 \| South Park bis 1941 \| South Park bis 1941 \| \| \| \| Anschluss Kraftwerk d. University of Rochester bis 1985 \| \| \| \| 4,8 \| Westfall bis 1941 \| Westfall bis 1941 \| \| \| \| Eriekanal (Neutrassierung 1918) \| \| \| \| 6,1 \| Crittenden bis 1941 \| Crittenden bis 1941 \| \| \| 7,6 \| Mortimer bis 1941 \| Mortimer bis 1941 \| \| \| \| LV nach Rochester \| \| \| \| \| Genesee Junction CSX von Fairport nach Churchville \| \| \| \| \| Mortimer Junction nach Henrietta, ex LV nach Mendon \| \| \| \| 9,9 \| Baileys bis 1941 \| Baileys bis 1941 \| \| \| 11,7 \| Fenners bis 1941 \| Fenners bis 1941 \| \| \| 12,9 \| Brooks bis 1941 \| Brooks bis 1941 \| \| \| 14,3 \| West Henrietta bis 1941 \| West Henrietta bis 1941 \| \| \| 16,3 \| Martin bis 1941 \| Martin bis 1941 \| \| \| 16,7 \| Blair bis 1941 \| Blair bis 1941 \| \| \| \| zum New York Museum of Transportation \| \| \| \| 19,5 \| Industry Rochester & Genesee Valley Railroad Museum \| Industry Rochester & Genesee Valley Railroad Museum \| \| \| 20,9 \| Gannett bis 1941 \| Gannett bis 1941 \| \| \| \| Lehigh Valley von Buffalo, nach New York \| \| \| \| 23,1 \| Golah bis 194x \| Golah bis 194x \| \| \| ca. 23,2 \| New York Central von Tonawanda, nach Canandaigua \| New York Central von Tonawanda, nach Canandaigua \| \| \| 25,4 \| Meadowwood bis 1941 \| Meadowwood bis 1941 \| \| \| 26,9 \| Elm Place bis 1941 \| Elm Place bis 1941 \| \| \| 27,7 \| Wiards bis 1941 \| Wiards bis 1941 \| \| \| \| Anschluss Howlett Farms \| \| \| \| \| Anschluss Barilla \| \| \| \| \| Erie Railroad nach Attica \| \| \| \| 30,1 \| Avon \| Avon \| \| \| \| Anschluss KraftHeinz, ex Bahnstrecke Avon–Mount Morris \| \| \| \| \| nach Livonia, ehemals Erie Railroad nach Painted Post \| \| \| \| \| \| \| \| Quellen: [1][2] \| \| \| \| | |                                                         |                                                         |
| Kopfbahnhof Streckenanfang (Strecke außer Betrieb) | 0,0 | Rochester Erie Railroad Station 1887–ca. 1955           | Rochester Erie Railroad Station 1887–ca. 1955           |
| Bahnhof (Strecke außer Betrieb) | ca. 0,2 | Rochester Exchange Street bis 1982                      | Rochester Exchange Street bis 1982                      |
| Strecke von rechts (außer Betrieb) · Strecke (außer Betrieb) | | Pennsylvania Railroad (PRR) nach Rochester              | Pennsylvania Railroad (PRR) nach Rochester              |
| Abzweig quer und nach rechts (Strecke außer Betrieb) · Abzweig geradeaus und nach rechts (Strecke außer Betrieb) | | PRR nach Olean                                          | PRR nach Olean                                          |
| Brücke über Wasserlauf (Strecke außer Betrieb) | | Genesee River                                           | Genesee River                                           |
| Strecke (außer Betrieb) · Strecke von links (außer Betrieb) | | Lehigh Valley Railroad (LV) nach Rochester              | Lehigh Valley Railroad (LV) nach Rochester              |
| Blockstelle (Strecke außer Betrieb) · Strecke (außer Betrieb) | | River Junction bis 1985                                 | River Junction bis 1985                                 |
| Abzweig geradeaus und nach links (Strecke außer Betrieb) · Abzweig quer und nach links (Strecke außer Betrieb) | | LV nach Mortimer Junction und Mendon                    | LV nach Mortimer Junction und Mendon                    |
| Haltepunkt / Haltestelle (Strecke außer Betrieb) | 3,5 | South Park bis 1941                                     | South Park bis 1941                                     |
| Abzweig geradeaus und nach links (Strecke außer Betrieb) | | Anschluss Kraftwerk d. University of Rochester bis 1985 | Anschluss Kraftwerk d. University of Rochester bis 1985 |
| Haltepunkt / Haltestelle (Strecke außer Betrieb) | 4,8 | Westfall bis 1941                                       | Westfall bis 1941                                       |
| Brücke über Wasserlauf (Strecke außer Betrieb) | | Eriekanal (Neutrassierung 1918)                         | Eriekanal (Neutrassierung 1918)                         |
| Haltepunkt / Haltestelle (Strecke außer Betrieb) | 6,1 | Crittenden bis 1941                                     | Crittenden bis 1941                                     |
| Haltepunkt / Haltestelle (Strecke außer Betrieb) | 7,6 | Mortimer bis 1941                                       | Mortimer bis 1941                                       |
| Strecke (außer Betrieb) · Strecke von links (außer Betrieb) | | LV nach Rochester                                       | LV nach Rochester                                       |
| Dienststation / Betriebs- oder Güterbahnhof quer · Kreuzung (Strecke geradeaus außer Betrieb) · Kreuzung (Strecke geradeaus außer Betrieb) | | Genesee Junction CSX von Fairport nach Churchville      | Genesee Junction CSX von Fairport nach Churchville      |
| Abzweig ehemals geradeaus und von links · Abzweig nach links und nach rechts | | Mortimer Junction nach Henrietta, ex LV nach Mendon     | Mortimer Junction nach Henrietta, ex LV nach Mendon     |
| ehemaliger Haltepunkt / Haltestelle | 9,9 | Baileys bis 1941                                        | Baileys bis 1941                                        |
| ehemaliger Haltepunkt / Haltestelle | 11,7 | Fenners bis 1941                                        | Fenners bis 1941                                        |
| ehemaliger Haltepunkt / Haltestelle | 12,9 | Brooks bis 1941                                         | Brooks bis 1941                                         |
| ehemaliger Bahnhof | 14,3 | West Henrietta bis 1941                                 | West Henrietta bis 1941                                 |
| ehemaliger Haltepunkt / Haltestelle | 16,3 | Martin bis 1941                                         | Martin bis 1941                                         |
| ehemaliger Haltepunkt / Haltestelle | 16,7 | Blair bis 1941                                          | Blair bis 1941                                          |
| Abzweig geradeaus und von links | | zum New York Museum of Transportation                   | zum New York Museum of Transportation                   |
| Dienststation / Betriebs- oder Güterbahnhof | 19,5 | Industry Rochester & Genesee Valley Railroad Museum     | Industry Rochester & Genesee Valley Railroad Museum     |
| ehemaliger Haltepunkt / Haltestelle | 20,9 | Gannett bis 1941                                        | Gannett bis 1941                                        |
| Kreuzung (Querstrecke außer Betrieb) | | Lehigh Valley von Buffalo, nach New York                | Lehigh Valley von Buffalo, nach New York                |
| ehemaliger Bahnhof | 23,1 | Golah bis 194x                                          | Golah bis 194x                                          |
| Kreuzung (Querstrecke außer Betrieb) | ca. 23,2 | New York Central von Tonawanda, nach Canandaigua        | New York Central von Tonawanda, nach Canandaigua        |
| ehemaliger Haltepunkt / Haltestelle | 25,4 | Meadowwood bis 1941                                     | Meadowwood bis 1941                                     |
| ehemaliger Haltepunkt / Haltestelle | 26,9 | Elm Place bis 1941                                      | Elm Place bis 1941                                      |
| ehemaliger Haltepunkt / Haltestelle | 27,7 | Wiards bis 1941                                         | Wiards bis 1941                                         |
| Abzweig geradeaus und von links | | Anschluss Howlett Farms                                 | Anschluss Howlett Farms                                 |
| Abzweig geradeaus und von rechts | | Anschluss Barilla                                       | Anschluss Barilla                                       |
| Abzweig geradeaus und ehemals von rechts | | Erie Railroad nach Attica                               | Erie Railroad nach Attica                               |
| Dienststation / Betriebs- oder Güterbahnhof | 30,1 | Avon                                                    | Avon                                                    |
| Abzweig geradeaus und nach rechts | | Anschluss KraftHeinz, ex Bahnstrecke Avon–Mount Morris  | Anschluss KraftHeinz, ex Bahnstrecke Avon–Mount Morris  |
| Strecke | | nach Livonia, ehemals Erie Railroad nach Painted Post   | nach Livonia, ehemals Erie Railroad nach Painted Post   |
| | |                                                         |                                                         |
| Quellen: | |                                                         |                                                         |

Die 30,1 km lange, eingleisige Bahnstrecke Rochester–Avon verbindet die beiden namensgebenden Orte im US-Bundesstaat New York. Sie wurde 1854 zunächst mit einer Spurweite von 1829 mm (6 Fuß) errichtet und 1881 auf Regelspur umgestellt. Von 1907 bis 1934 war die Strecke elektrifiziert. 1941 wurde der Personenverkehr eingestellt. Die südlichen zwei Drittel der Strecke dienen weiterhin dem Güterverkehr, während der nördlichste, in die Innenstadt von Rochester führende Streckenabschnitt in den 1980er-Jahren stillgelegt wurde.

## Geschichte
Um die wirtschaftlich bedeutende Stadt Rochester mit dem Streckennetz der Erie Railroad zu verbinden, begann die Rochester and Genesee Valley Railroad (R&GV) im Oktober 1852 mit dem Bau einer Bahnstrecke in das etwa 30 km südliche gelegene Dorf Avon. Dort verlief bereits eine Bahnstrecke der Buffalo, Corning & New York Railroad (BC&NY) nach Südosten, die in Painted Post (bei Corning) die Stammstrecke der Erie Railroad erreichte. Im breiten Tal des Genesee Rivers musste die R&GV für den Bau ihrer Strecke weder umfangreiche Erdbewegungen leisten, noch größere Kunstbauten errichten. Die Strecke konnte somit bereits 1853 weitgehend fertiggestellt werden, wurde aber erst am 10. August 1854 offiziell eröffnet.
Die eingleisige Strecke wurde, ebenso wie die der BC&NY, in der von der Erie Railroad genutzten Breitspur von 1829 mm (6 Fuß) ausgeführt. Im Auftrag der R&GV übernahm die BC&NY die Betriebsführung der Strecke. 1857 erwarb die Buffalo, New York & Erie Railroad (BNY&E) die BC&NY, die ab 30. September 1858 die R&GV einschließlich ihrer Strecke Rochester–Avon mietete. Ab 1. Mai 1863 stand die BNY&E wiederum unter Kontrolle der Erie Railroad, die die Strecke Rochester–Avon als Rochester branch vollständig in das eigene Streckennetz integrierte.
Nachdem spätestens Ende der 1860er-Jahre absehbar war, dass sich die Regelspur von 1435 mm als Standardspurweite in den Vereinigten Staaten durchsetzen würde, stellte die Erie-Breitspur zunehmend ein betriebliches Hindernis dar. Die Strecken der Erie wurden daher 1881 auf Regelspur umgestellt. Zwischen Rochester und Avon fand dieser Schritt nach längerer Vorbereitung an einem einzigen Tag, dem 30. Juli 1881, statt.
Neben der überregionalen Bedeutung für den Fernverkehr zwischen Rochester und der Ostküste nahm die Strecke auch eine signifikante Rolle im Lokalverkehr ein. Sie wurde zusammen mit der anschließenden, flussaufwärts führenden und ebenfalls durch die Erie Railroad betriebenen Bahnstrecke Avon–Mount Morris intensiv im Pendlerverkehr nach Rochester genutzt. Während der Fernverkehr unter starker Konkurrenz der schnelleren New-York-Central-Verbindungen nach Rochester stand und seine höchsten Fahrgastzahlen bereits in den 1880er-Jahren erreichte, stiegen die Fahrgastzahlen im Vorortverkehr. Die Erie Railroad entschloss sich daher zu Beginn des 20. Jahrhunderts, die Verbindung von Rochester über Avon bis Mount Morris zu elektrifizieren, um den lokalen Personenverkehr zu beschleunigen und zu rationalisieren. Erstmals wurde dafür mit dem Bahnstromsystem 11 kV, 25 Hz in den Vereinigten Staaten Wechselspannung auf einer längeren Bahnstrecke verwendet. Teile der Oberleitung und die Fahrzeuge wurden hingegen auf der Basis von Erfahrungen aus dem Interurban-Bereich beschafft. 1907 wurde der elektrische Betrieb mit acht Triebwagen aufgenommen. Diese übernahmen alle lokalen Personenverkehrsleistungen, während die Güterzüge und die wenigen verbliebenen Fernzüge weiterhin von Dampflokomotiven bespannt wurden.
Die mit der Elektrifizierung erzielte Beschleunigung führte zunächst zu einem weiteren Zuwachs der Fahrgastzahlen. In den 1920er-Jahren wuchs jedoch die Konkurrenz des motorisierten Individualverkehrs. Die Weltwirtschaftskrise ab 1929 führte ebenfalls zu einem Rückgang des Pendlerverkehrs. Die Erie Railroad entschloss sich daher 1934 zur Einstellung des elektrischen Betriebs, der somit am 29. November 1934 beendet wurde. Stattdessen wurden nun Verbrennungstriebwagen eingesetzt. Nachdem die Nutzung weiter sank, stellte die Erie Railroad den Personenverkehr mit Ablauf des 30. September 1941 schließlich ganz ein.
Für den Güterverkehr besaß die Strecke weiterhin Bedeutung. Im August 1956 gab die Erie Railroad den südöstlich von Avon an der Strecke nach Painted Post gelegenen Streckenabschnitt Livonia–Wayland auf. Einzige Verbindung der Strecke Rochester–Avon ins übrige Erie-Netz war fortan die von Avon westwärts nach Attica(–Buffalo) führende Strecke.
Die Erie Railroad schloss sich 1960 mit der Delaware, Lackawanna and Western Railroad zur Erie-Lackawanna Railroad (EL; ab 1968: Erie Lackawanna Railway) zusammen. 1970 errichtete die EL bei Mortimer eine Verbindung zur Strecke Rochester–Rochester Junction (Mendon) der Lehigh Valley Railroad (LV), die von dort nordwärts bis Rochester parallel zur Strecke Rochester–Avon verlief. In Rochester waren die Strecken über die River Junction seit jeher zum Austausch von Güterwagen verbunden. Ab 7. Oktober 1970 nutzten die Güterzüge der EL zwischen River Junction und Mortimer die Strecke der LV, während die eigene Strecke auf diesem Abschnitt stillgelegt und bald darauf abgebaut wurde.
Mit Betriebsaufnahme der Consolidated Rail Corporation (Conrail) am 1. April 1976 wurden mit Ausnahme der Baltimore and Ohio Railroad alle in Rochester tätigen überregionalen Bahngesellschaften kombiniert. Der überregionale Güterverkehr von und nach Rochester wurde nun gesammelt über die günstiger trassierten Strecken der vormaligen New York Central Railroad geführt. Die Strecke Rochester–Avon wird seither nur noch zur Bedienung der direkt anliegenden oder an den früheren Erie-Strecken südlich von Avon gelegenen Kunden genutzt. Die ersten Kilometer der Strecke Avon–Attica, die die Verbindung ins EL-Netz hergestellt hatte, wurden nicht durch Conrail übernommen und wenig später abgebaut. Die Strecke Rochester–Avon war bzw. ist seither ausschließlich in Rochester und Mortimer mit dem übrigen Bahnnetz verbunden.
1982 stellte Conrail den Güterverkehr auf dem innerstädtischen Abschnitt in Rochester nördlich der Verknüpfung mit der früheren PRR-Strecke ein. Zwei Jahre später wurde auch diese Verknüpfung aufgegeben und 1985 schließlich dann die Anlagen um River Junction einschließlich der früheren LV-Strecke bis Mortimer Junction. Sie waren zuletzt noch zur Versorgung eines Kohlekraftwerks der University of Rochester genutzt worden. Im Stadtgebiet wurde die Bahntrasse in den folgenden Jahren zu einem Rad- und Spazierweg umgebaut, der Teil des Genesee River Trails ist.
Die Livonia, Avon & Lakeville Railroad (LAL) ist seit 1964 Eigentümer und Betreiber der vormaligen Erie-Strecken von Avon über Consesus Lake Junction nach Livonia sowie Consesus Lake Junction nach Lakeville. Am 12. April 1996 konnte sie von Conrail auch den verbleibenden Abschnitt der Strecke Rochester–Avon südlich von Mortimer sowie das parallel zur Hauptstrecke liegende Gleis von Genesee Junction bis Mortimer erwerben. Mit 1,4 Millionen Dollar Unterstützung des Bundesstaats New York führte die LAL Ende der 1990er-Jahre umfassende Instandsetzungsarbeiten an der Strecke durch. Die LAL befördert mehrere Güterzüge pro Woche über die Strecke, die vor allem landwirtschaftliche Produkte transportieren.

## Streckenverlauf
Die Bahnstrecke Rochester–Avon verläuft im Tal des Genesee Rivers annähernd in Nord-Süd-Richtung. Sie begann in Rochester im Südwesten der Innenstadt auf der linken, westlichen Seite des Flusses und führte flussaufwärts Richtung Süden. Kurz nach den Bahnhofsanlagen bestand eine Verknüpfung zur Pennsylvania Railroad, die in Rochester einen eigenen, weiter westlich gelegenen Bahnhof betrieb. Nördlich der University of Rochester wurde der Genesee River überquert. Direkt anschließend bestand an der River Junction eine Verbindung zur vollständig auf der Ostseite des Genesee Rivers gelegenen Bahnstrecke Rochester–Rochester Junction der Lehigh Valley Railroad (LV). Die Trasse der Strecke Rochester–Avon führte dann zwischen dem Campus der Universität und dem Mount Hope-Friedhof hindurch. Südlich davon besaß das Kohlekraftwerk der Universität und seines Krankenhauses einen Gleisanschluss östlich des Hauptgleises. Etwa auf Höhe des Krankenhauses lag der nach den hier beginnenden Parkanlagen, heute der städtische Genesee Valley Park, benannte Haltepunkt South Park. Es folgte die zweite große Brücke der Strecke, mit der ab 1918 die neuere Trasse des Eriekanals gequert wurde.
Der Haltepunkt Westfall lag ebenfalls im Parkgelände und der Haltepunkt Crittenden an dessen Südende, etwa auf Höhe der heutigen Crittenden Road. Direkt südlich des Haltepunkts Mortimer kreuzte die Strecke Rochester–Avon die New York Central-Strecke Fairport–Churchville, die für die Hauptstrecke Buffalo–Albany eine südliche Umfahrung von Rochester ermöglicht. Eine Übergangsmöglichkeit zwischen den beiden Strecken besteht erst seit 1970, als die Trasse Rochester–Avon in Mortimer mit der zwischen Rochester und Mortimer parallel verlaufenden LV-Strecke und diese wiederum mit der kreuzenden Hauptstrecke verbunden wurde.
Südlich von Mortimer führt die Strecke durch landwirtschaftliches Gebiet gen Avon. Sie berührt dabei keine größeren Orte; auch die Bahnhöfe West Henrietta, Industry (bis 1903: Scottsville) und Golah liegen bzw. lagen in dünn besiedelten Arealen. Zwischen Gannet und Golah kreuzte die LV-Bahnstrecke Buffalo–New York die Strecke, in Golah die Peanut Line der New York Central. In beiden Fällen bestand keine Weichenverbindung zwischen den kreuzenden Gleisen. Nördlich von Avon liegen zwei Anschlussgleise, über die heute ein wesentlicher Teil des Güterverkehrs der LAL abgewickelt wird: Direkt östlich des Hauptgleises wird ein Getreidesilo bedient; westlich davon liegt das 2007 eröffnete Barilla-Werk, das mit Rohstoffen zur Pasta-Herstellung beliefert wird.

## Bahnhöfe
Die meisten Haltepunkte der Strecke wurden erst mit Elektrifizierung der Strecke eingerichtet, wiesen kaum Infrastruktur auf und glichen eher Haltestellen einer Überlandstraßenbahn. Umfangreichere Anlagen bestanden bzw. bestehen in den fünf Bahnhöfen.

### Rochester Erie Railroad Station
Der nördliche Endbahnhof der Strecke Rochester–Avon lag zunächst an der Exchange Street etwa auf Höhe der heutigen Interstate-490-Schnellstraße. Am 14. Mai 1887 wurde jedoch einige hundert Meter nördlich die Erie Railroad Station (auch bekannt als Erie Depot) als neuer Endpunkt eröffnet. Der Bahnhof lag im Süden der Innenstadt von Rochester auf der Westseite des Genesee Rivers unmittelbar südlich der Court Street. Die für 48.000 Dollar errichteten Anlagen umfassten ein gemauertes Empfangsgebäude mit Uhrturm und eine Bahnsteighalle für die beiden wichtigsten Gleise.
Seit ihrer Eröffnung im Jahr 1909 nutzten auch die Interurban-Betriebe Rochester, Lockport and Buffalo Railroad und Rochester, Syracuse and Eastern Railroad den Bahnhof als ihre jeweilige Endstation in Rochester. Ab 1928 nutzten die Züge beider Betreiber allerdings die im Dezember 1927 eröffnete Rochester Subway anstelle der Erie Railroad Station. Die auf einer alten Trasse des Eriekanals errichtete U-Bahntrasse querte den Genesee River über die Broad Street Bridge etwa 70 Meter nördlich der Erie Railroad Station. Der nächste U-Bahnhof, City Hall, lag etwa 250 Meter nordwestlich des Erie-Bahnhofs.
1939 wurde der Uhrturm abgebrochen. Der verbleibende, seit dem Ende des Personenverkehrs 1941 ungenutzte Teil des Empfangsgebäudes und die Bahnsteighalle wurden im Sommer 1942 abgetragen. In den 1950er-Jahren wurden auch die Gleisanlagen an der Court Street abgebaut; das nördliche Streckenende lag fortan wieder an der Exchange Street. Das frühere Bahnhofsgelände ist seither ein u. a. von Besuchern der benachbarten Blue Cross Arena genutzter Parkplatz.

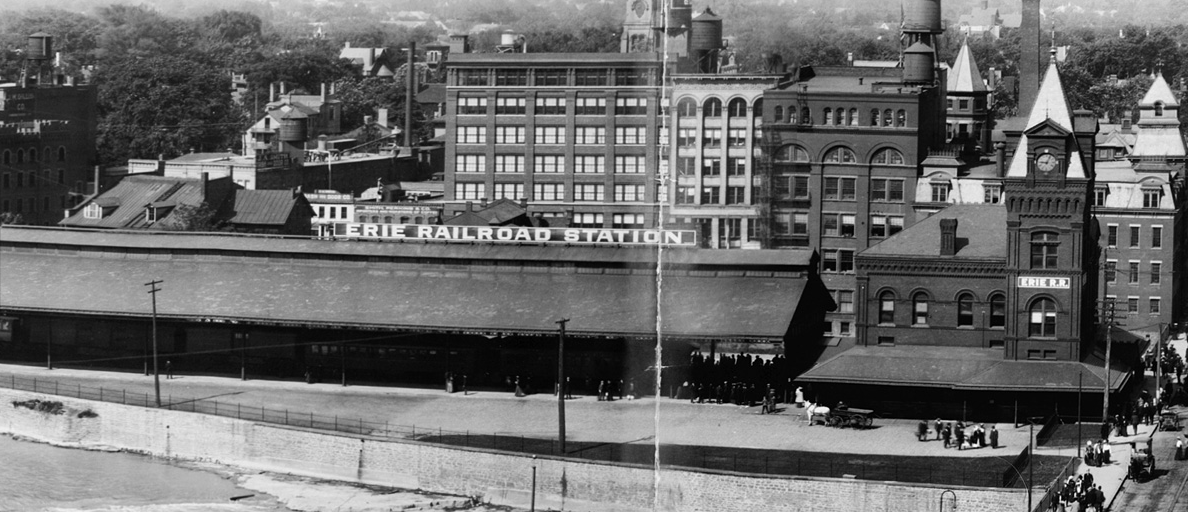
Bahnhofsgebäude im Jahr 1906
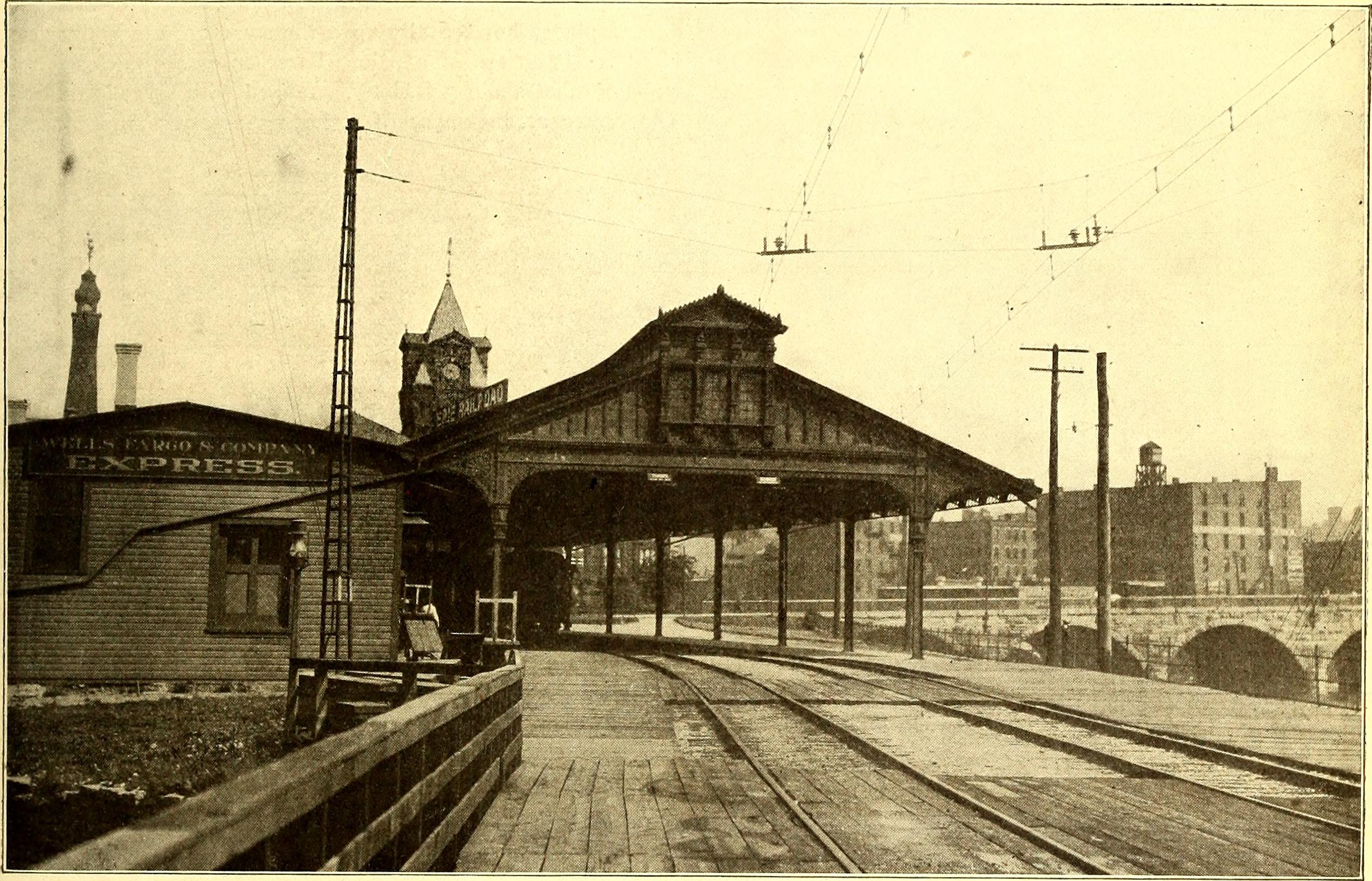
Sicht von Süden, 1907

### West Henrietta
Die Kleinstadt Henrietta wurde durch die LV direkt erreicht, besaß mit West Henrietta jedoch auch einen etwas außerhalb des Orts gelegenen Bahnhof an der Erie-Strecke. Für den Güterverkehr hatte die Station keine Bedeutung, so dass sie mit dem Ende des Personenverkehrs aufgegeben wurde.

### Industry

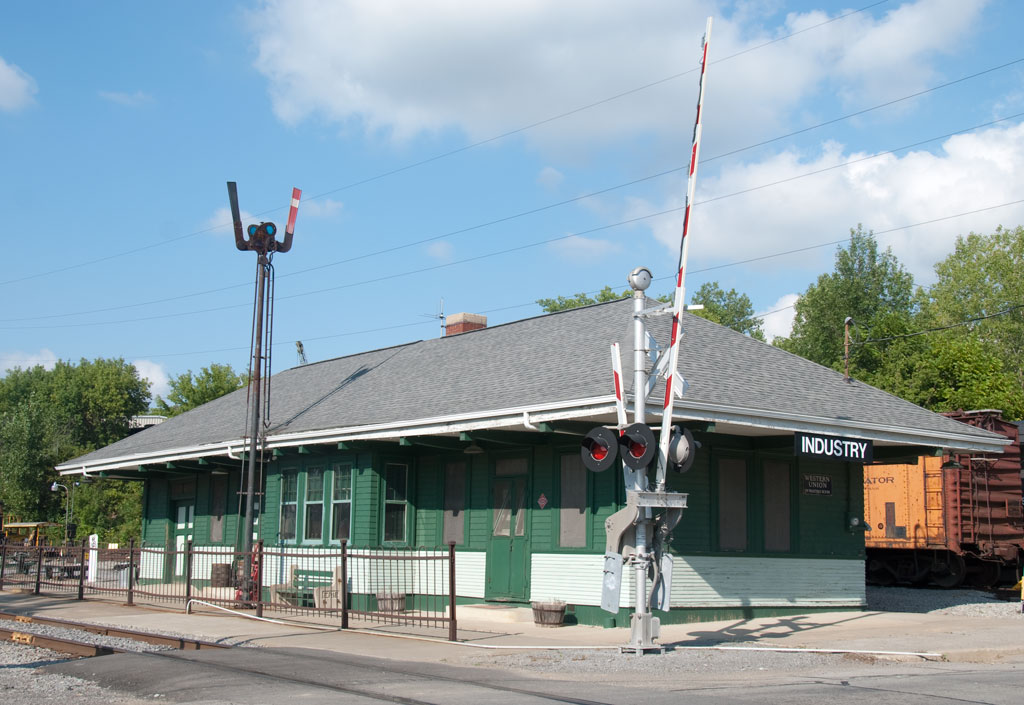
Empfangsgebäude, 2010

Der heutige Bahnhof Industry wurde 1853 unter dem Namen Scottsville eröffnet, da er dem etwa fünf Kilometer westlich gelegenen Dorf Scottsville diente. Nachdem Scottsville 1874 direkten Bahnanschluss durch die Strecke der Rochester and State Line Railroad (später Teil der Buffalo, Rochester and Pittsburgh Railway) erhielt, nahm die Bedeutung der Station an der Strecke Rochester–Avon ab. 1903 wurde deren Name zunächst nach einem Erie-Angestellten in Pixley, 1906 nach einem nahegelegenen Bach in Oatka und am 20. Oktober 1909 schließlich in Anlehnung an die zeitgleich eröffnete, nahegelegene Jugendstrafanstalt Industry state school for boys in Industry geändert.
Nach Einstellung des Personenverkehrs wurde das Empfangsgebäude noch bis 1950 als Frachtagentur und bis 1959 als Lagerraum genutzt. 1971 wurde das Gebäude und ein Teil der umliegenden Grundstücke an den Ortsverband Rochester der National Railway Historical Society (NHRS) verkauft, der dort das Eisenbahnmuseum Rochester & Genesee Valley Railroad Museum (RGVRRM) gründete. Nachdem die EL im Laufe der 1960er-Jahre alle Nebengleise in Industry entfernt hatte, errichteten NHRS-Mitglieder 1979 Abstellgleise, die bis 1993 zu einer 1,6 km langen Strecke zum nordöstlich des Bahnhofs gelegenen Straßenbahnmuseum New York Museum of Transportation erweitert wurden.

### Golah
Nahe dem Weiler Golah querte die Strecke Rochester–Avon ab 1858 die „Peanut Line“ genannte New York Central-Strecke Tonawanda–Canandaigua. Es bestand keine Weichenverbindung zwischen den Strecken, doch wurde ein Bahnhof eingerichtet, dessen Bedienstete die höhengleiche Kreuzung sicherten. Nachdem die Peanut Line auf diesem Abschnitt 1939 stillgelegt wurde und die Erie Railroad 1941 den Personenverkehr einstellte, wurde der Bahnhof Golah in den 1940er-Jahren aufgegeben.

### Avon
Der Bahnhof Avon war Knotenpunkt der Strecken Painted Post–Attica, Rochester–Avon und Avon–Mount Morris. Auch nach Aufgabe des Personenverkehrs und Stilllegung der Streckenabschnitte Richtung Attica und Mount Morris ist er der bedeutendste Bahnhof der Strecke Rochester–Avon und des Betreibers LAL.

## Verkehr

### Personenverkehr
Über die Strecke Rochester–Avon wurden sowohl Fernverkehr zwischen Rochester, Orten im Southern Tier (etwa Corning, Elmira und Binghamton), New Jersey und dem Großraum New York City als auch – insbesondere ab Ende des 19. Jahrhunderts – lokaler Personenverkehr geführt. 1912 wurden beispielsweise werktags drei Zugpaare zwischen Rochester und Corning bzw. Elmira angeboten, zudem zehn Fahrtenpaare Rochester–Avon–Mount Morris. Bis 1924 war der Fernverkehr auf ein Zugpaar reduziert worden, das Angebot im Lokalverkehr aber mit elf bis zwölf Zugpaaren pro Werktag stabil. Mit Aufgabe des elektrischen Betriebs 1934 wurde der Fahrplan deutlich reduziert; 1935 wurden neben dem Fernzugpaar nur mehr sechs weitere Fahrten angeboten, im letzten Fahrplan 1941 noch drei Zugpaare.
Die Fahrpreise wurden wie üblich nach Distanz gestaffelt. 1928 lagen die Kosten für Einzelfahrten ab Rochester zwischen 10 Cents (nach South Park) und 68 Cents (nach Avon); eine Monatskarte nach Avon kostete in diesem Jahr 7,98 Dollar.
Vereinzelt wird der verbliebene Teil der Strecke von Reisesonderzügen des Rochester & Genesee Valley Railroad Museums befahren.

### Güterverkehr
Für den Güterverkehr spielte von Beginn an der Transport landwirtschaftlicher Güter und verarbeiteter Produkte wie Mehl eine signifikante Rolle. Bis in die 1970er-Jahre wurden die Transporte über Avon in das amerikanische Bahnnetz geführt, ehe mit der Schaffung der Gleisverbindung in Mortimer bzw. Genesee Junction und Stilllegung der Strecke Avon–Caledonia der Übergang ins weitere Netz nach Norden verlegt wurde. 1996 wurden etwa 2000 Güterwagen über die Strecke befördert; 2009 transportierte die LAL über 5000 Wagen.